# Nuno de Montemor
 (novembre 2015).
Si vous disposez d'ouvrages ou d'articles de référence ou si vous connaissez des sites web de qualité traitant du thème abordé ici, merci de compléter l'article en donnant les références utiles à sa vérifiabilité et en les liant à la section « Notes et références ».
Joaquim Augusto Ávares de Almeida est un auteur portugais né à Quadrazais le 16 décembre 1881 et mort à Lisbonne le 4 janvier 1964.

## Œuvres publiées
- A Hora Vermelha (1932)
- A Paixão de uma Religiosa (1927)
- Água de Neve (1933)
- Amor de Deus e da Terra (1925)
- A Maior Glória
- A Virgem
- As Duas Paixões de Sao Paulo
- Coração de Barro (1937)
- Depois da Queda
- Em Memória de uma Rosa Branca
- E o Sangue se Fez Luz
- Encantos Meus
- Flávio (1923)
- Glória em Sangue
- Gente da Minha Terra
- Glória e Desengano do Herói
- Horas de Paz e de Amor (1958)
- lodo e Neve (Coimbra, 1915)
- Luz de Fátima, pièce de théâtre (1957)
- Maria Mim (1939)
- Maria a Pecadora
- O Avô (1928)
- O Cântico da Dor (Guarda, 1925)
- Oração da Soledade
- O Crime de um Homem Bom;
- O Irmão de Luzia
- O Meu Retiro (Coimbra, 1911)
- O Serafim da Estrela
- O Romance de Luzia (1928)
- Pobrezinhos de Cristo (Guarda, 1933)
- Quando se tem Mãe (Guarda, 1946)
- Rapazes e Moços da Estrela (1959)
- Um que não Mentiu